# セバスティアン・ヘーネス
セバスティアン・ヘーネス（Sebastian Hoeneß, 1982年5月12日 - ）は、ドイツ・ミュンヘン出身の元サッカー選手、サッカー指導者。現役時代のポジションはMF (OH)。
元ドイツ代表のディーター・ヘーネスは実父。同じく元ドイツ代表でバイエルン・ミュンヘンの元会長であるウリ・ヘーネスは叔父にあたる。

## 経歴

### 選手
VfBシュトゥットガルトの下部組織で育成され、2000年にヘルタ・ベルリンのセカンドチームであるヘルタ・ベルリンIIでデビュー。2006年には当時レギオナルリーガ（4部相当）に所属していたTSG1899ホッフェンハイムへ移籍しトップチームで3試合に出場した。翌年2007年にはヘルタ・ベルリンIIへ復帰し、2010年に現役引退。

### 指導者
ベルリンに本拠地を置くヘルタ・ツェーレンドルフのU-19チームで指導者キャリアをスタート。
RBライプツィヒのユース年代で4年間監督を務めた後、2017年にFCバイエルン・ミュンヘンU-19の監督に就任。2019年には3. リーガへ昇格したばかりのFCバイエルン・ミュンヘンIIの監督へ昇格。ポゼッション重視の攻撃的なサッカーをチームに浸透させることに成功し、昇格1年目で3. リーガ初優勝を果たした。
2020年7月27日、古巣・TSG1899ホッフェンハイムと3年契約を締結し、監督に就任。ブンデスリーガ所属チーム及びトップチームでの指揮はこれが初めてとなった。2020年9月27日に行われたFCバイエルン・ミュンヘン戦では4-1の完勝を挙げ、縁のあるバイエルンの無敗記録を33試合で止めた。2022-22シーズン、一時はUEFAチャンピオンズリーグ出場圏内の4位に入るなど望みを見せたが、徐々に順位が落ちリーグ戦を9位で終えた。シーズン終了後に契約を解除して退団することが決定した。
2023年4月3日、VfBシュトゥットガルトを途中解任されたブルーノ・ラッバディアの後任として監督に就任。